# 吧荖鬱
吧荖鬱，又寫為芭荖鬱，是台灣宜蘭縣員山鄉的一個傳統地域名稱，位於該鄉東部。相較於今日行政區，其範圍大致為惠好村不含最北端及最南端。

## 歷史
台灣清治末期，吧荖鬱地區為一街庄，稱為「吧荖鬱庄」，隸屬於員山堡。該庄東與珍仔滿力庄、四鬮庄為鄰，南與溪洲庄為鄰，西邊為深溝庄、三鬮庄，北邊為外員山庄。
1901年（日治明治三十四年）11月，廢縣廳改設二十廳，該庄隸屬於宜蘭廳，編入第七區。1905年（明治三十八年）7月，第七區改名「外員山區」。1909年（明治四十二年）10月，合併二十廳為十二廳，該庄仍隸屬於宜蘭廳。1920年（大正九年），廢十二廳改設五州二廳，該庄改制為「吧荖鬱」大字，隸屬於臺北州宜蘭郡員山庄。
戰後員山庄改制為員山鄉，隸屬於臺北縣，大字改制為村。1950年10月，北、基、宜分治，員山鄉改隸屬於宜蘭縣。

## 聚落
本地區發展較早的聚落為吧荖鬱，在日治期初期的官方地圖上已有記載。

## 交通
鄉道宜17線（惠民路）是宜蘭至水源地的道路，大致以東北—西南走向轉北北東—南南西走向再轉東北東—西南西走向蜿蜒經過本地區。由該道路向東北可前往珍子滿力、金六結、宜蘭市中心並止於省道台7線路口，向西南西可前往深溝並止於省道台7線另一路口。
鄉道宜17-1線（金泰路）是外員山至惠好的道路，其東南側端點位於本地區東北部鄉道宜17線路口。由此向西北沿東北部邊界地帶而行，出境後可前往外員山並止於省道台7線路口。
鄉道宜18線（賢德路二段、尚惠路）是員山再連至壯圍新南的道路，大致以西北—東南走向轉北北西—南南東走向再轉西北西—東南東走向經過本地區。由該道路向西北可前往外員山西側至省道台7線後轉南南西與其共線一小段路再轉西南西沿大鬮路獨行，可前往三鬮、深溝西南端並止於省道台7線另一路口；向東南東可前往四鬮、壯二、茄苳林、新南並止於新南國小旁鄉道宜7線路口。